# L'Écaille
Pour les articles homonymes, voir Écaille (homonymie).
L'Écaille est une commune française située dans le département des Ardennes, en région Grand Est.

## Géographie
L'Écaille est située à environ 15 km de Rethel et 25 km de Reims, à environ 3 km du département de la Marne. La commune est traversée par la rivière Retourne.

### Hydrographie
La commune est dans la région hydrographique « la Seine du confluent de l'Oise (inclus) à l'embouchure » au sein du bassin Seine-Normandie. Elle est drainée par la Retourne,.
La Retourne, d'une longueur de 45 km, prend sa source dans la commune de Leffincourt et se jette  dans l'Aisne à Neufchâtel-sur-Aisne, après avoir traversé 18 communes.

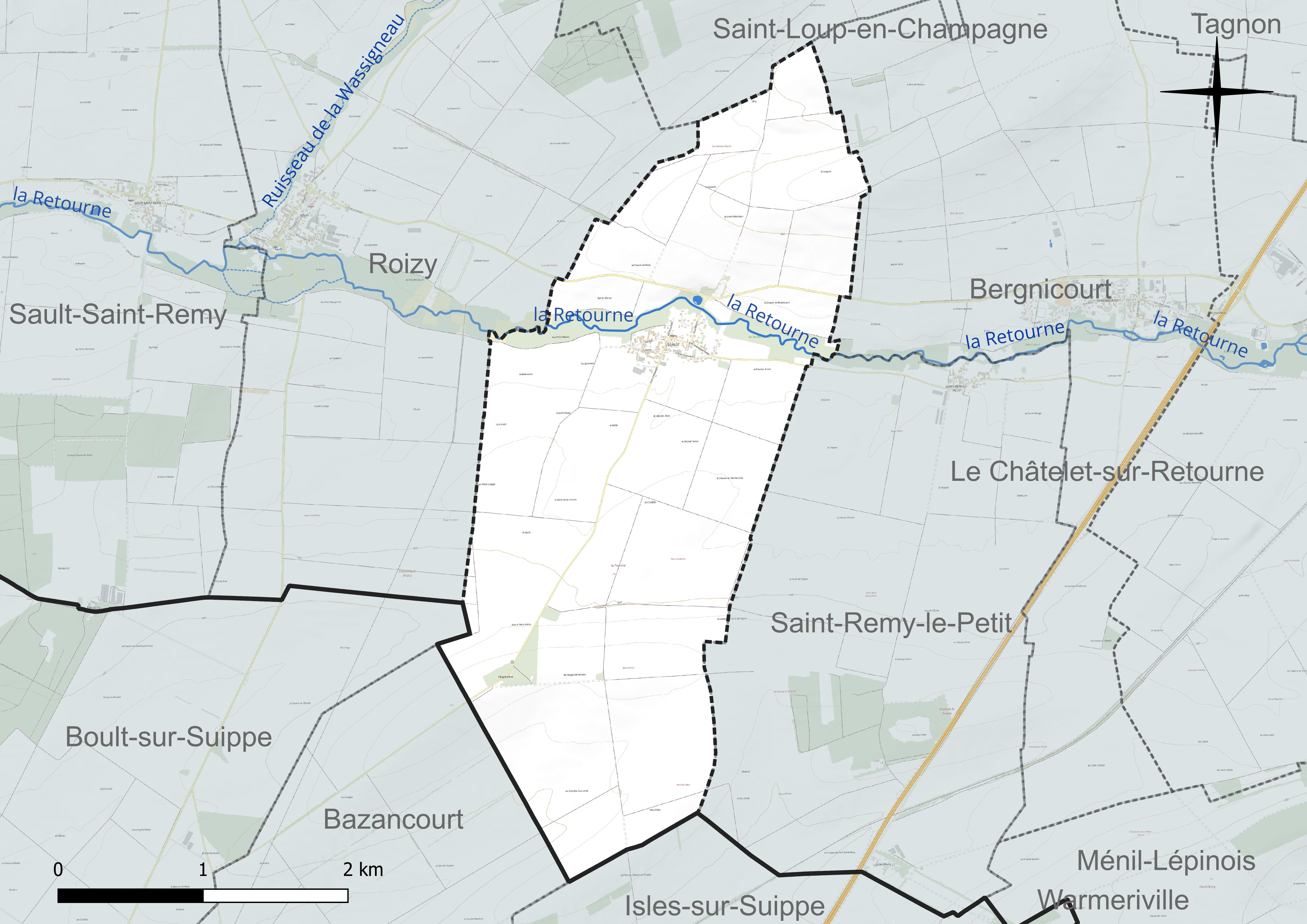
Réseau hydrographique de l'Écaille.

### Climat
Pour des articles plus généraux, voir Climat du Grand Est et Climat des Ardennes.
En 2010, le climat de la commune est de type climat océanique dégradé des plaines du Centre et du Nord, selon une étude du Centre national de la recherche scientifique s'appuyant sur une série de données couvrant la période 1971-2000. En 2020, Météo-France publie une typologie des climats de la France métropolitaine dans laquelle la commune est exposée à un climat océanique altéré et est dans la région climatique Nord-est du bassin Parisien, caractérisée par un ensoleillement médiocre, une pluviométrie moyenne régulièrement répartie au cours de l’année et un hiver froid (3 °C).
Pour la période 1971-2000, la température annuelle moyenne est de 10,2 °C, avec une amplitude thermique annuelle de 15,5 °C. Le cumul annuel moyen de précipitations est de 716 mm, avec 11,9 jours de précipitations en janvier et 8,5 jours en juillet. Pour la période 1991-2020, la température moyenne annuelle observée sur la station météorologique de Météo-France la plus proche, « Juniville », sur la commune de Juniville à 13 km à vol d'oiseau, est de 10,8 °C et le cumul annuel moyen de précipitations est de 704,4 mm. 
La température maximale relevée sur cette station est de 41,3 °C, atteinte le 25 juillet 2019 ; la température minimale est de −22,1 °C, atteinte le 13 janvier 1968,,.
Les paramètres climatiques de la commune ont été estimés pour le milieu du siècle (2041-2070) selon différents scénarios d'émission de gaz à effet de serre à partir des nouvelles projections climatiques de référence DRIAS-2020. Ils sont consultables sur un site dédié publié par Météo-France en novembre 2022.

## Urbanisme

### Typologie
Au 1er janvier 2024, L'Écaille est catégorisée commune rurale à habitat dispersé, selon la nouvelle grille communale de densité à 7 niveaux définie par l'Insee en 2022.
Elle est située hors unité urbaine. Par ailleurs la commune fait partie de l'aire d'attraction de Reims, dont elle est une commune de la couronne,. Cette aire, qui regroupe 294 communes, est catégorisée dans les aires de 200 000 à moins de 700 000 habitants,.

### Occupation des sols
L'occupation des sols de la commune, telle qu'elle ressort de la base de données européenne d’occupation biophysique des sols Corine Land Cover (CLC), est marquée par l'importance des territoires agricoles (96,1 % en 2018), une proportion sensiblement équivalente à celle de 1990 (96,5 %). La répartition détaillée en 2018 est la suivante : 
terres arables (92,8 %), forêts (3,9 %), zones agricoles hétérogènes (3,3 %). L'évolution de l’occupation des sols de la commune et de ses infrastructures peut être observée sur les différentes représentations cartographiques du territoire : la carte de Cassini (XVIIIe siècle), la carte d'état-major (1820-1866) et les cartes ou photos aériennes de l'IGN pour la période actuelle (1950 à aujourd'hui).

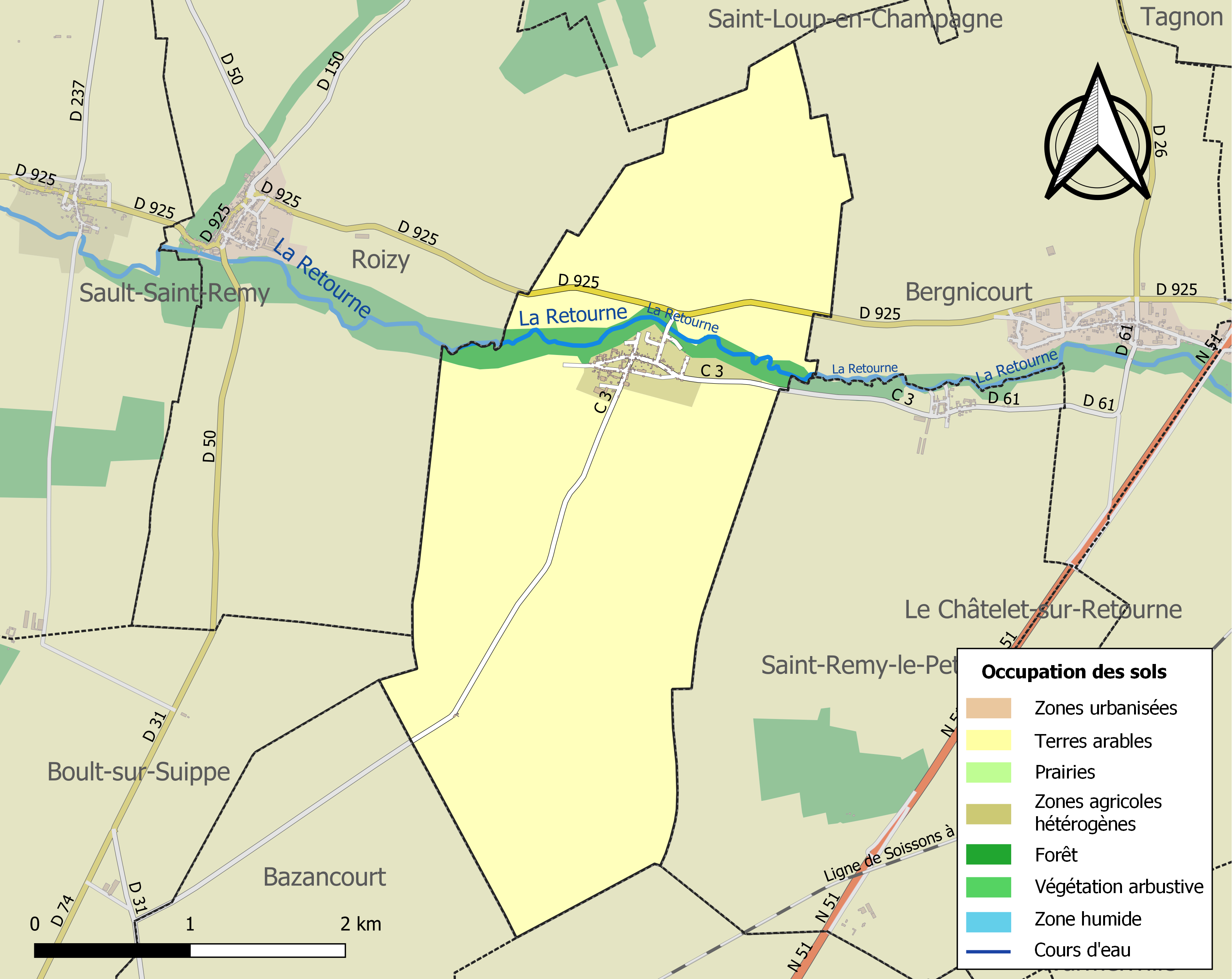
Carte des infrastructures et de l'occupation des sols de la commune en 2018 (CLC).

## Toponymie
Probablement de l'oïl escaille, écaille « ardoise ». Peut-être une ardoisière, un terrain schisteux où se débitent les lauzes.

## Histoire

### Depuis l'antiquité
Il y a des traces ancienne d'habitation, un tumulus se trouve au nord, marqué par une croix de Saint-Marc, plus au sud dans le bois Camuzeau et au lieu-dit Georgeat furent trouvés un cimetière gaulois et des traces d'habitations. Le pouillé de 1306 mentionne que la paroisse se trouve à Regnicourt sous le vocable de Sainte-Vierge avec un secours à Saint-Remy-le-Petit, le présentateur pour la paroisse était le chapitre de Saint-Symphorien de Reims. La première mention de l'Ecaille remonte au XIIIe siècle à moins que la charte de 1190 faite par Guillaume évêque de Reims de la vente faite par Gui de Beffort à l'abbaye Saint-Remy de Reims de toutes les terres du moulin de Remicourt jusqu'au pont de Saint-Masmin. En 1236, dans une charte de Henri de Braine évêque de Reims, Regnicourt est cité comme appartenant au comte de Rethel, Jean comme faisant partie de la châtellenie du Châtelet ainsi que Saint-Remi-le-Petit.
Dans le dénombrement  de 1735 "Lescaille, autrement Besfot-les-Regnicourt avec moulin à eau et foulerie". Il existait un moulin à L'Ecaille mais disparu dans l'incendie de 1893, le second au pont de Saint-Masmin avait déjà disparu en 1374, il appartenait depuis 1244 à l'Hôpital de Reims. Beffort ne faisait pas partie du comté de Rethel et payait des impôts différent sans pouvoir dire plus précisément à quel seigneur.

## Politique et administration
| Période                                  | Période                      | Identité                                        | Étiquette | Qualité     |
| ---------------------------------------- | ---------------------------- | ----------------------------------------------- | --------- | ----------- |
|                                          | 1876                         | Gaucher                                         |           |             |
| 1877                                     |                              | Lamortt                                         |           |             |
| avant 1981                               | ?                            | René Faille                                     |           |             |
| mars 2001                                | En cours (au 7 juillet 2020) | Joachim Gaillot, Réélu pour le mandat 2020-2026 | UMP-LR    | Agriculteur |
| Les données manquantes sont à compléter. |                              |                                                 |           |             |

## Démographie
L'évolution du nombre d'habitants est connue à travers les recensements de la population effectués dans la commune depuis 1793. Pour les communes de moins de 10 000 habitants, une enquête de recensement portant sur toute la population est réalisée tous les cinq ans, les populations de référence des années intermédiaires étant quant à elles estimées par interpolation ou extrapolation. Pour la commune, le premier recensement exhaustif entrant dans le cadre du nouveau dispositif a été réalisé en 2006.

En 2022, la commune comptait 260 habitants, en évolution de −2,62 % par rapport à 2016 (Ardennes : −2,97 %, France hors Mayotte : +2,11 %).
| 1793 | 1800 | 1806 | 1821 | 1831 | 1836 | 1841 | 1846 | 1851 |
| ---- | ---- | ---- | ---- | ---- | ---- | ---- | ---- | ---- |
| 228  | 233  | 227  | 266  | 284  | 293  | 283  | 309  | 302  |

| 1866 | 1872 | 1876 | 1881 | 1886 | 1891 | 1896 | 1901 | 1906 |
| ---- | ---- | ---- | ---- | ---- | ---- | ---- | ---- | ---- |
| 280  | 263  | 252  | 245  | 213  | 200  | 190  | 177  | 167  |

| 1911 | 1921 | 1926 | 1931 | 1936 | 1946 | 1954 | 1962 | 1968 |
| ---- | ---- | ---- | ---- | ---- | ---- | ---- | ---- | ---- |
| 153  | 113  | 117  | 111  | 122  | 119  | 107  | 110  | 119  |

| 1975 | 1982 | 1990 | 1999 | 2006 | 2011 | 2016 | 2021 | 2022 |
| ---- | ---- | ---- | ---- | ---- | ---- | ---- | ---- | ---- |
| 113  | 115  | 118  | 131  | 170  | 207  | 267  | 266  | 260  |

## Lieux et monuments
- Église Saint-Calixte de L'Écaille. L'Écaille est composée d'une église style roman. Elle porte sur sa façade "1815". Sa toiture a été refaite en 2002.